# Grive draine
Turdus viscivorus
Espèce
Statut de conservation UICN

 LC  : Préoccupation mineure
La Grive draine (ou drenne) (Turdus viscivorus) est une espèce de passereaux appartenant à la famille des Turdidae.

## Morphologie
Cet oiseau de grande taille mesure près de 27 cm. C'est la plus grosse des grives présentes en France.
Le chant de la grive draine est en deux tons principaux :
scintillement aigu puissant et bref (pi) ou
roulement très rapide qui la caractérise mieux et permet de la reconnaître (gre, gre, gre, gre, gre), (trrré ou trra-trra). Son chant rappelle celui du merle mais sans variété. La draine chante à la cime des arbres.

## Reproduction
La Grive draine construit son nid dès la fin mars et parfois un second au mois de juin. Le nid est une vaste coupe de végétation tapissée de matériaux plus fins. Il est situé en hauteur à la fourche d'un arbre. C'est la femelle qui prend en charge la construction de ce nid, le mâle apportant les matériaux de construction. La femelle pond de 4 à 5 œufs entre mars et mai qu'elle couve durant deux semaines. Les œufs sont bleu clair mouchetés de sombre.

## Alimentation
La Grive draine est également parfois nommée Grive viscivore, en référence au fait qu'elle se nourrit de baies du gui d'Europe (Viscum album) en été, contribuant ainsi à sa dissémination.
Granivore ou insectivore selon la saison, la Grive draine se nourrit aussi de petits escargots, d'insectes et de larves diverses au printemps.

## Répartition et habitat

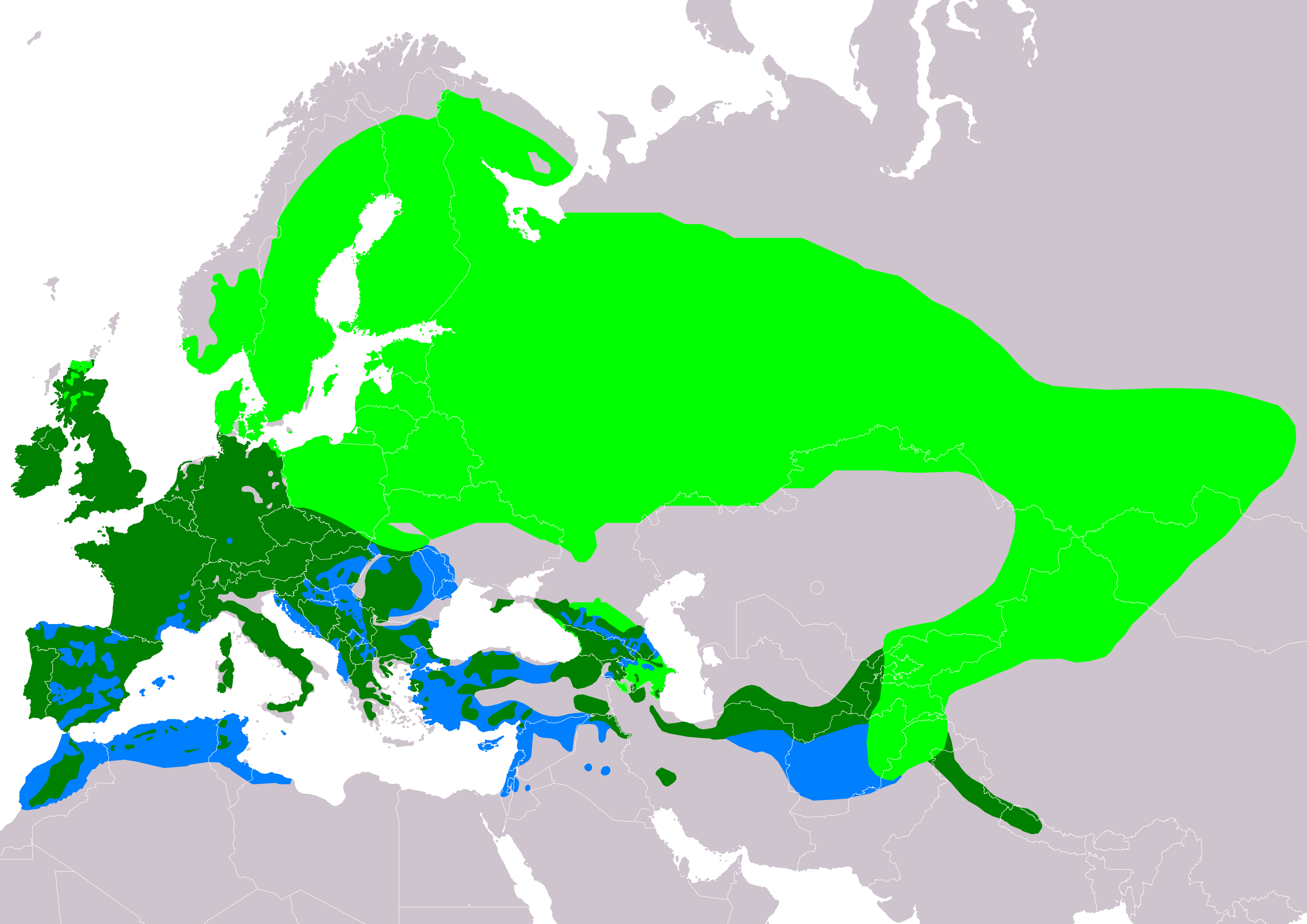
Répartition de la grive draine.

### Habitat
Très craintive, elle fréquente les bois, les parcs, les jardins, les vergers, les haies ou toute formation arborée. La grive draine est répandue dans les régions parsemées d'arbres isolés. 
L'hiver, associée à d'autres espèces de grives, on peut néanmoins l'apercevoir dans les prairies.

### Répartition et sous-espèces[4]

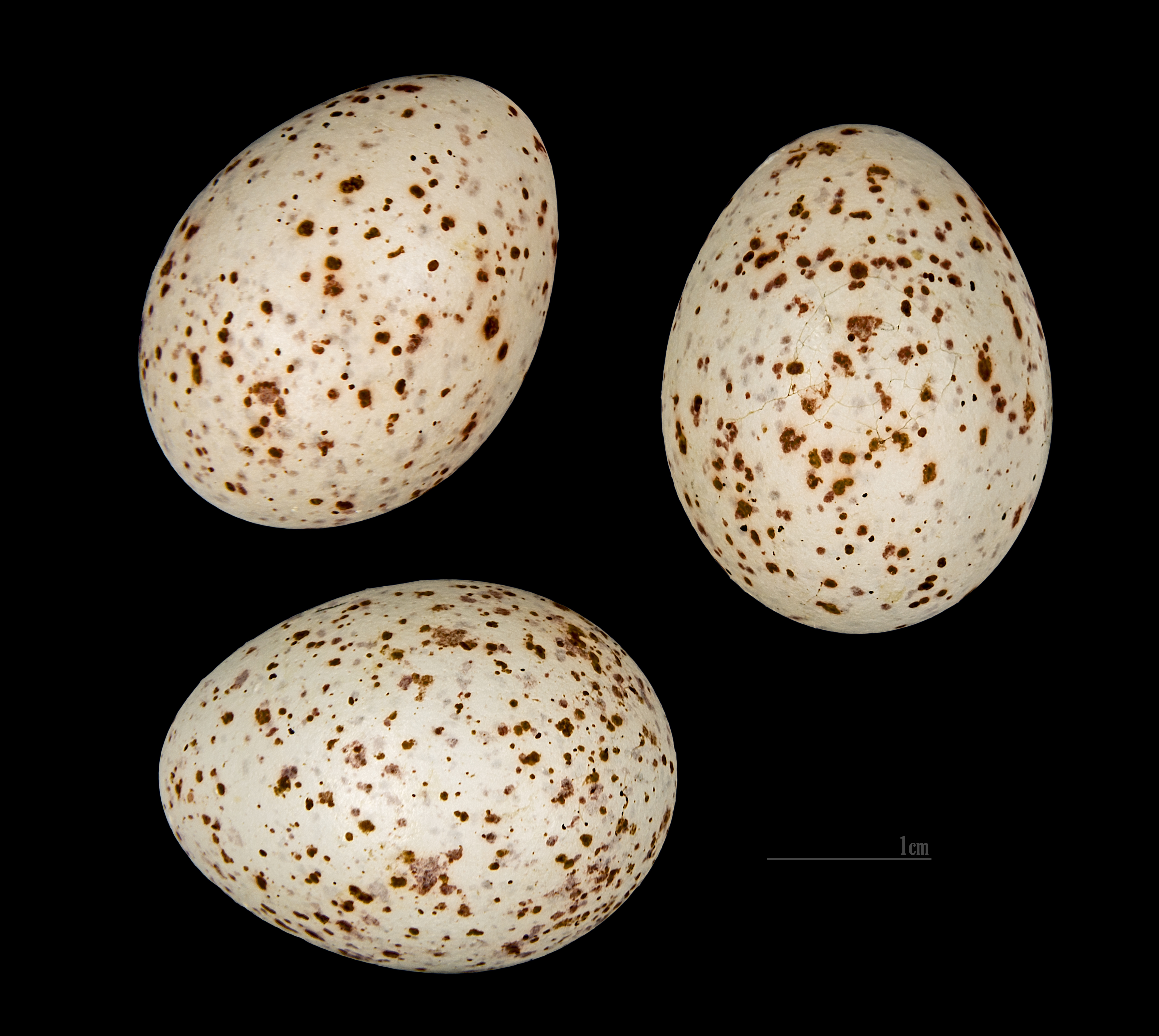
Turdus viscivorus deichleri Muséum de Toulouse.

- T. v. viscivorus Linnaeus, 1758 : Europe, Sibérie occidentale et nord de l'Iran ; hiverne en Afrique du Nord et en Asie du Sud-Ouest ;
- T. v. deichleri Erlanger, 1897 : nord-ouest de l'Afrique, Corse et Sardaigne ;
- T. v. bonapartei Cabanis, 1860 : Turkmenistan et centre-sud de la Sibérie, de l'Ob à l'Altaï, Xinjiang, Tian Shan, nord-est de l'Iran, Afghanistan, Pakistan et moitié ouest de l'Himalaya ; hiverne dans le centre et le sud de l'Asie.

## Systématique
L'espèce Turdus viscivorus a été décrite  par le naturaliste suédois Carl von Linné en 1758.